# アイム・セクシー
「アイム・セクシー」（原題：Da Ya Think I'm Sexy?）は、1978年のロッド・スチュワートによるヒット曲である。スチュワートとカーマイン・アピスにより作曲が行われ、トム・ダウドがプロデュースを行った。

## 概要
「アイム・セクシー」はBillboard Hot 100のチャート首位に1979年2月10日から4週間立った。イギリスにおいても数カ月早く12月にチャートの首位に立ったが、クリスマスには首位に立てなかった。
この曲は多くのロック関係の雑誌から、ディスコの様なアレンジがスチュワートのブルースに基づいたロックンロールというルーツを裏切ったと非難された。しかし、スチュワートはすぐに、広く尊敬されているポール・マッカートニーやローリング・ストーンズなどがディスコ調の曲を既に発表していたことを指摘した。
2004年にローリング・ストーン誌上でザ・500グレイテスト・ソングの中の301位にランクインした。

## 盗作訴訟
ブラジルのサンバ・ロックの音楽家、ジョルジ・ベンジョール（当時はジョルジ・ベン）が起こした盗作訴訟によって、この曲は彼の「タジ・マハール」を転用していることが立証された。スチュワートはこの曲から得られる自身の印税を国際連合児童基金に寄付することに同意した。スチュワートはこの曲を1979年の国際連合総会時に行われたユニセフ・コンサート で演奏した。

## チャート
| チャート (1978–1979)                                    | 最高位 |
| ------------------------------------------------------- | ------ |
| アルゼンチン                                            | 2      |
| オーストラリア (Kent Music Report)                      | 1      |
| オーストリア (Ö3 Austria Top 40)                        | 8      |
| ベルギー (Ultratop 50 Flanders)                         | 3      |
| カナダ ('RPM)                                           | 1      |
| カナダ アダルト・コンテンポラリー (RPM)                 | 1      |
| カナダ Disco30 (RPM)                                    | 7      |
| フィンランド (Finnish Singles Chart)                    | 9      |
| フランス (SNEP)                                         | 2      |
| アイルランド (IRMA)                                     | 5      |
| 日本 (オリコン)                                         | 12     |
| オランダ (Dutch Top 40)                                 | 4      |
| オランダ (Single Top 100)                               | 6      |
| ニュージーランド (Recorded Music NZ)                    | 2      |
| ノルウェー (VG-lista)                                   | 2      |
| ポルトガル                                              | 1      |
| スペイン (AFYVE)                                        | 1      |
| スウェーデン (Sverigetopplistan)                        | 11     |
| スイス (Schweizer Hitparade)                            | 8      |
| イギリス (OCC)                                          | 1      |
| 全米 Billboard Hot 100                                  | 1      |
| 全米 ホット・ソウル・シングルス (Billboard)             | 5      |
| 全米 ナチュラル・ディスコ・アクション Top40 (Billboard) | 1      |
| 全米 キャッシュボックス Top100 シングルス               | 1      |
| 西ドイツ (GfK Entertainment charts)                     | 9      |

| チャート (1978)                   | 順位 |
| --------------------------------- | ---- |
| オーストラリア(Kent Music Report) | 95   |
| イギリス (OCC)                    | 18   |

| チャート (1979)                    | 順位 |
| ---------------------------------- | ---- |
| オーストラリア (Kent Music Report) | 7    |
| ベルギー (Ultratop Flanders)       | 47   |
| オランダ (Dutch Top 40)            | 90   |
| オランダ (Single Top 100)          | 71   |
| 全米 Billboard Hot 100             | 4    |
| 西ドイツ (Official German Charts)  | 39   |

| チャート (1958–2018)   | 順位 |
| ---------------------- | ---- |
| 全米 Billboard Hot 100 | 180  |

## カバー
- ジーン・サマーズ&クロスファイアはこの曲をカバーし、シングルとして1979年にLeCamレコードで発売した。同じ年にジーン・サマーズ&ディーとしてCountry Discoレコードから再発売された。
- フィンランドの歌手、Pentti Oskari KangasとSeitsemän Seinähullua Veljestäはフィンランド語に訳したこの曲を1979年にシングルとしてカバーした。
- ミリー・ジャクソンが後にカバーしたこの曲は1982年の『ライブ・アンド・アンセンサード』に収録された。[34][35]
- ゾーズ・ダーン・アコーディオン(Those Darn Accordions)はこの曲を1996年のアルバム『No Strings Attached』にてカバーした。ボーカルは80歳代の入れ墨をしたアコーディオンニスト、クライド・フォースマンが担当している。
- リボルティング・コックスは1993年にアルバム『Linger Fickin' Good』でカバーしている。
- Miioは2003年のアルバムに同曲を収録している。
- ブルックリンのアート・パンクバンド、レ・サヴィ・ファヴは自身の曲、「Cut It Out」でこの曲のリフを借用している。
- 再結成したヴァニラ・ファッジ（フィーチャリングカーマイン・アピス）は2004年に曲をカバーした。
- Girls of FHMは2004年にカバーし、全英シングルチャートにて10位に送り込んだ。
- パリス・ヒルトンはデビュー・アルバムの『Paris』でこの曲をカバーしている。アルバムの最後に収録されている。
- 韓国の歌手Kは日本向けのシングル「Brand New Map」の収録曲としてこの曲をカバーしている。カバーは『The TIMELESS Collection VOL.1』にも収録されている。
- ファルセットで歌う歌手でありウクレレ奏者のタイニー・ティムはこの曲を2回カバーしている。ライブにおいてテナーからファルセットへと一瞬で声質を変えるという技術を披露している。
- 日本国内でも様々なアーティストがカヴァーしているが、2006年発売のFIANCHIのファーストアルバムでは原題で収録されている。

## ライブにおけるカバー・サンプリング・リミックス
- トム・ジョーンズはロサンゼルスのコンサートでこの曲をカバーした。
- 1998年、ヒップホップグループのザ・ロックスはデビューシングルの「If You Think I'm Jiggy?」でこの曲をサンプリングで使用している。シングルはBillboard Hot 100で30位にランクインしている。
- テクノ・ハウスのグループ、N-Tranceは1997年にこの曲をリミックスしている。歌詞はミリー・ジャクソン版を使用（歌はケリー ・ロレンナ）した。次の年に映画「ロクスベリー・ナイト・フィーバー」にて使用されている。コンピレーション・アルバム『スーパー・ダンス・フリーク Vol.60 アニバーサリー・ハイパー・ビート』(SUPER DANCE FREAK Vol.60 ANNIVERSARY HYPER BEAT)にも収録されている。
- ショーン・キングストンはコーラスのリズムを「Take You There」内で使用した。

## 他メディアによる使用
- Oops!フェアリーペアレンツのキャラクター、Wandisimoは曲名を自分のキャッチフレーズとして時々利用している。
- トゥナイト2のお色気シーンの挿入歌として時折使用された。